# 森田道也
森田 道也（もりた みちや、1946年 - ）は、日本の経営学者。学習院大学名誉教授。元学校法人学習院常務理事。元オペレーションズマネジメント＆ストラテジー学会会長。

## 人物・経歴
和歌山県生まれ。1969年一橋大学商学部卒業。宮川公男に師事し、1972年一橋大学大学院商学研究科修士課程修了。1975年同博士課程満期退学、学習院大学経済学部専任講師。1977年同助教授。1982年同教授。1995年経営情報学会編集委員長。1998年学習院大学図書館長。2001年学習院大学経済学部長。2003年日本生産管理学会副会長。2008からオペレーションズマネジメント＆ストラテジー学会設立委員長並びに会長を務めた。2009年学校法人学習院常務理事。退職後、学習院大学名誉教授、コアソリューション特別顧問。ゼミの教え子に定保英弥帝国ホテル社長などがいる。

## 著書
- 『オペレーションズ・リサーチ：現代数学レクチャーズ D-1』（小山昭雄と共著）培風館 1980年
- 『企業戦略論』新世社 1991年
- 『ビジネスリーダーの資質 : 達成に導く洞察力』日経BP社 1997年
- 『経営システムのモデリング学習 : Stellaによるシステム思考』（編著）牧野書店 1997年
- 『サプライチェーンの原理と経営』新世社 2004年
- 『ものづくり新論-JITを超えて : ジャストインタイムの進化』（天坂格郎, 黒須誠治と共著）森北出版 2008年